# Parafia św. Jana Chrzciciela w Łosiowie
Parafia św. Jana Chrzciciela – rzymskokatolicka parafia w miejscowości  Łosiów (powiat brzeski, województwo opolskie). Parafia należy do dekanatu Brzeg południe w archidiecezji wrocławskiej. 

## Historia parafii
Parafia została erygowana w XIII wieku. Obsługiwana jest przez księży archidiecezjalnych. Proboszczem od 2022 roku jest ks. Leszek Wiącek.

## Liczebność i zasięg parafii
Parafię zamieszkuje 2207 mieszkańców a swym zasięgiem duszpasterskim obejmuje miejscowości:
- Łosiów,
- Janów,
- Jasiona,
- Różyna,
- Strzelniki.

### Szkoły i przedszkola
- Publiczne Przedszkole, ul. Główna 32 w Łosiowie,
- Publiczna Szkoła podstawowa w Łosiowie (klasy I–VI),
- Publiczne Gimnazjum w Łosiowie.

## Inne kościoły i kaplice
- Kościół św. Mikołaja w Różynie – kościół filialny,
- Kościół św. Antoniego Padewskiego w Strzelnikach – kościół filialny,
- Kaplica cmentarna Najświętszej Maryi Panny Ostrobramskiej w Łosiowie.

## Cmentarz
- Cmentarz parafialny w Łosiowie.

## Wspólnoty parafialne
- Żywy Różaniec,
- Rada Duszpasterska,
- Lektorzy,
- Ministranci,
- Krąg Biblijny[2].

## Parafialne księgi metrykalne
| Księgi metrykalne | Okres ewidencji   |
| ----------------- | ----------------- |
| chrztów           | 1639–1765 od 1892 |
| ślubów            | 1639–1692 od 1755 |
| zgonów            | 1636–1765 od 1889 |